# Nitela
Nitela Latreille, 1809 — род песочных ос из подсемейства Crabroninae (триба Miscophini). Более 60 видов.

## Распространение
Главным образом, Афротропика. В Европе около 6 видов. Для СССР указывалось около 4 видов.  

## Описание
Мелкие чёрные осы (3-4 мм). Задние крылья без замкнутых ячеек. Переднее крыло с 1 дискоидальной и 1 радиомедиальной ячейками. Внутренние края глаз сближаются кверху. Гнездятся в ходах жуков в древесине, в ветвях, галлах. Ловят тлей, сеноедов, псиллид. 

## Систематика
Более 60 видов (триба Miscophini).
- Nitela australiensis Schulz, 1908
- Nitela blascoi Gayubo & Felton, 2000
- Nitela borealis Valkeila, 1974
- Nitela elegans Matthews, 2000
- Nitela fallax Kohl, 1883
- Nitela koreana Tsun.
- Nitela kurandae Turner, 1908
- Nitela lucens Gayubo & Felton, 2000
- Nitela sculpturata Turner, 1916
- Nitela spinolae Latreille, 1809
- Nitela truncata Gayubo & Felton, 2000
- Другие виды